# Acueducto de les Ferreres
El acueducto de Ferreres, también conocido como Puente del Diablo, es una arquería romana que forma parte del acueducto que suministraba agua desde el unas fuentes cercanas y discurría paralelo al río Francolí a la ciudad de Tarraco (Tarragona), desde una distancia de 25 km. La arquería está situada en las afueras de la ciudad de Tarragona (Cataluña, España), cuyo conjunto arqueológico de época romana ha sido designado Patrimonio de la Humanidad por la Unesco debido a su extraordinario estado de conservación. El acueducto fue declarado monumento nacional en 1905,
por lo que es bien de interés cultural con categoría de monumento.

## Historia
El acueducto fue construido en el siglo I a. C. por Augusto y suministraba agua desde unas fuentes situadas en el actual término municipal de Vallmoll, (excavaciones recientes han puesto al descubierto restos de un cajero de hormigón romano, posiblemente para la captación de dichas aguas) a la ciudad de Tarraco, capital de la provincia romana Hispania Citerior Tarraconensis que abarcaba, en su época de máximo esplendor, dos terceras partes de la península ibérica. se ha constatdo que la arquería no formaba parte del trazado original del acueducto, sino que se construyó posteriormente con fines publicitarios.
Se conoce la existencia de otro acueducto, denominado el Acqua Augusta que tenía una longitud muy superior a este y que recogía las aguas de las fuentes identificadas en el término municipal de Querol, este acueducto en época moderna fue reutilizado denominándose Mina del Arzobispo. Actualmente quedan escasos restos visibles dentro del casco urbano de la ciudad de Tarragona.

## Características

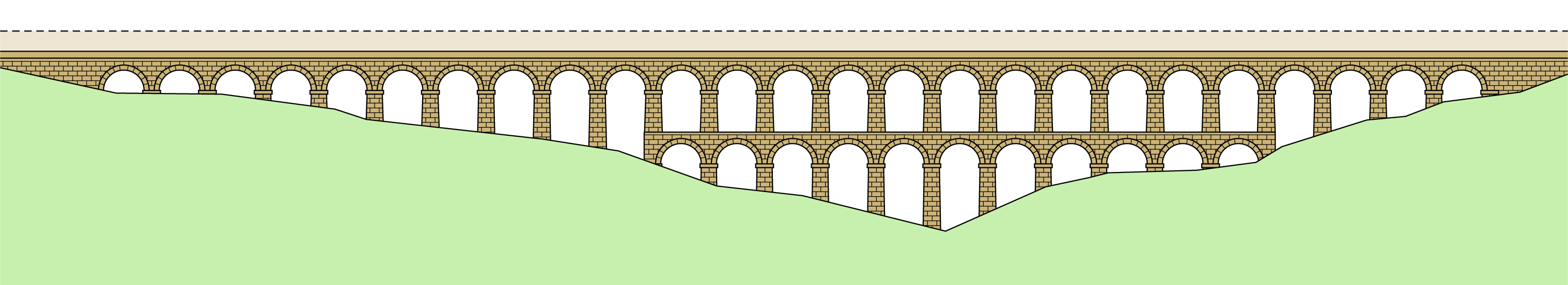
Vista esquemática del acueducto.

Situada a 4 km al norte de la ciudad. La arquería del acueducto mide 217 metros de largo y 27 metros de altura máxima. Tiene dos niveles con arcos superpuestos y está construido en obra de sillares unidos en seco. Tiene 40 centímetros de desnivel desde su parte norte a la parte sur, para facilitar el discurrir del agua hasta la ciudad.

## Galería

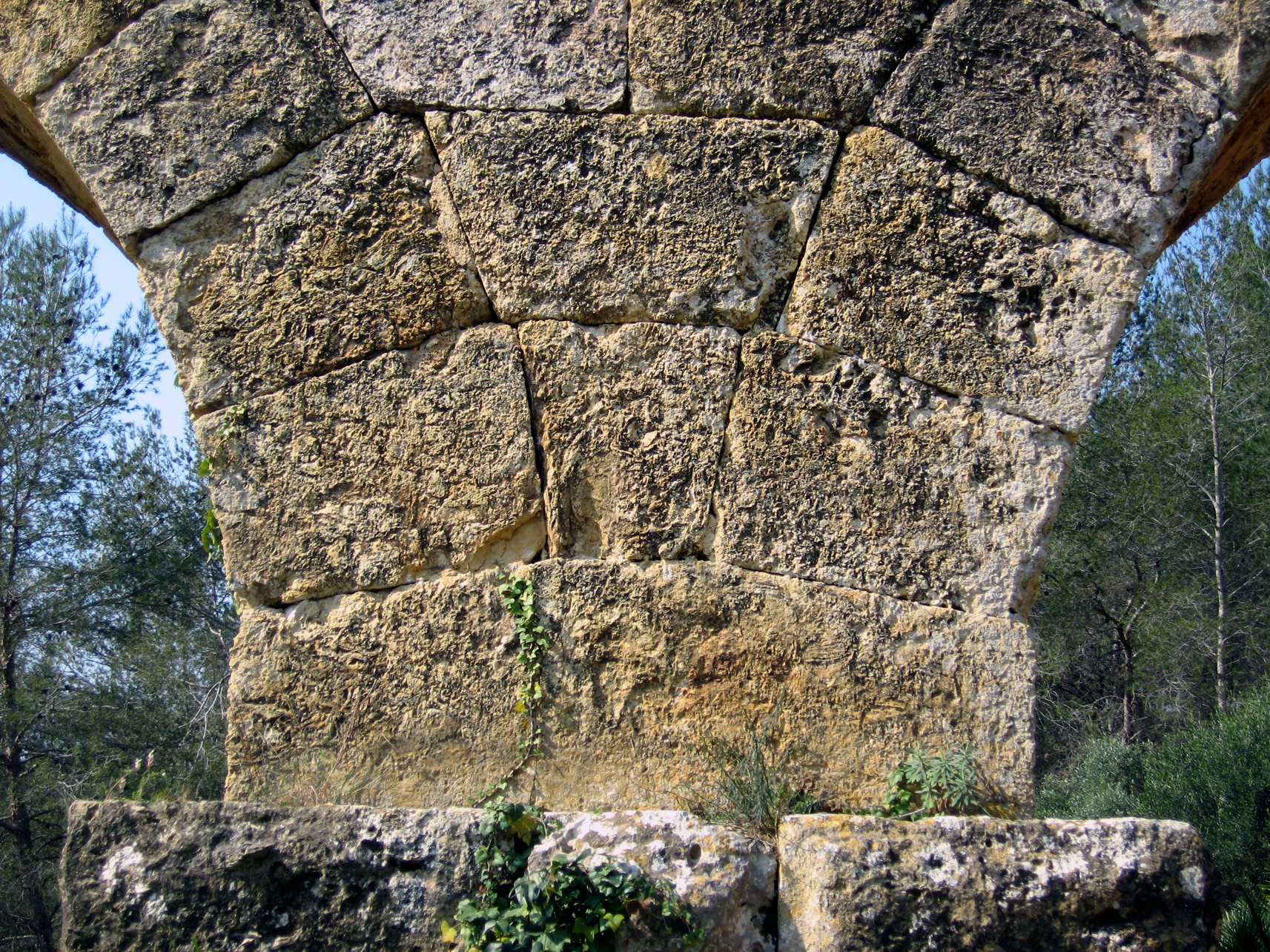
Detalle del acueducto
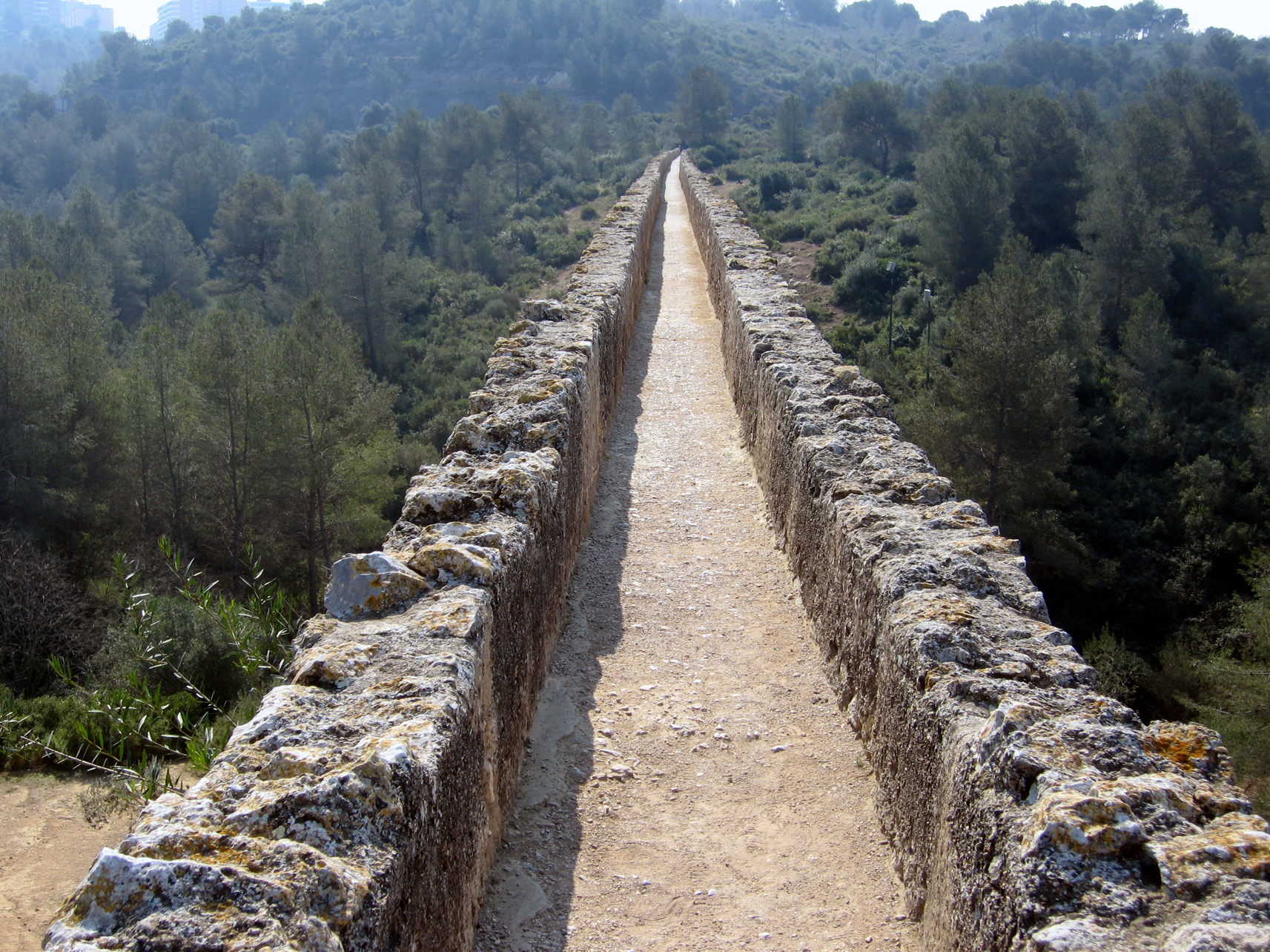
Specus del acueducto
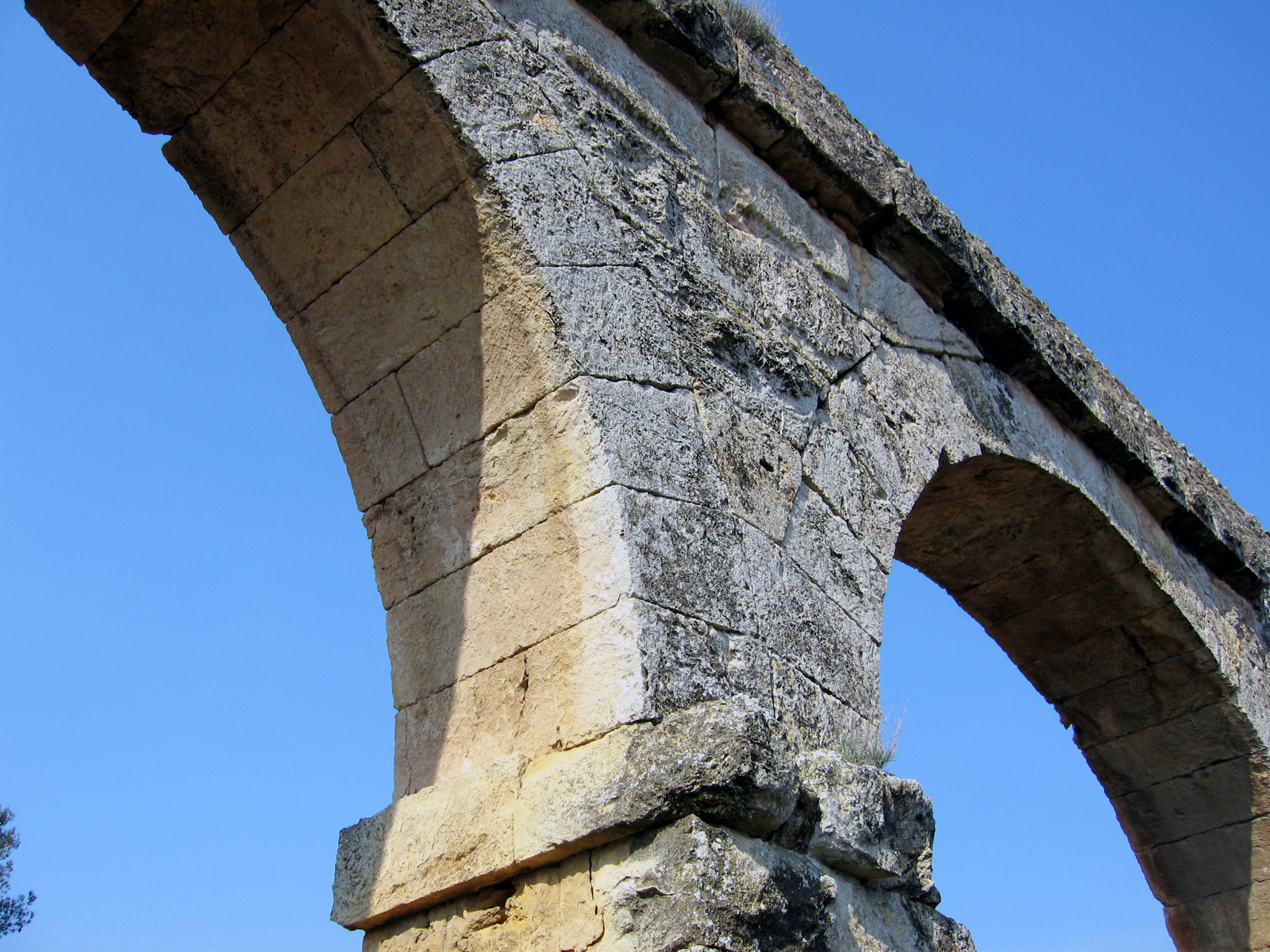
Detalle de los arcos del acueducto
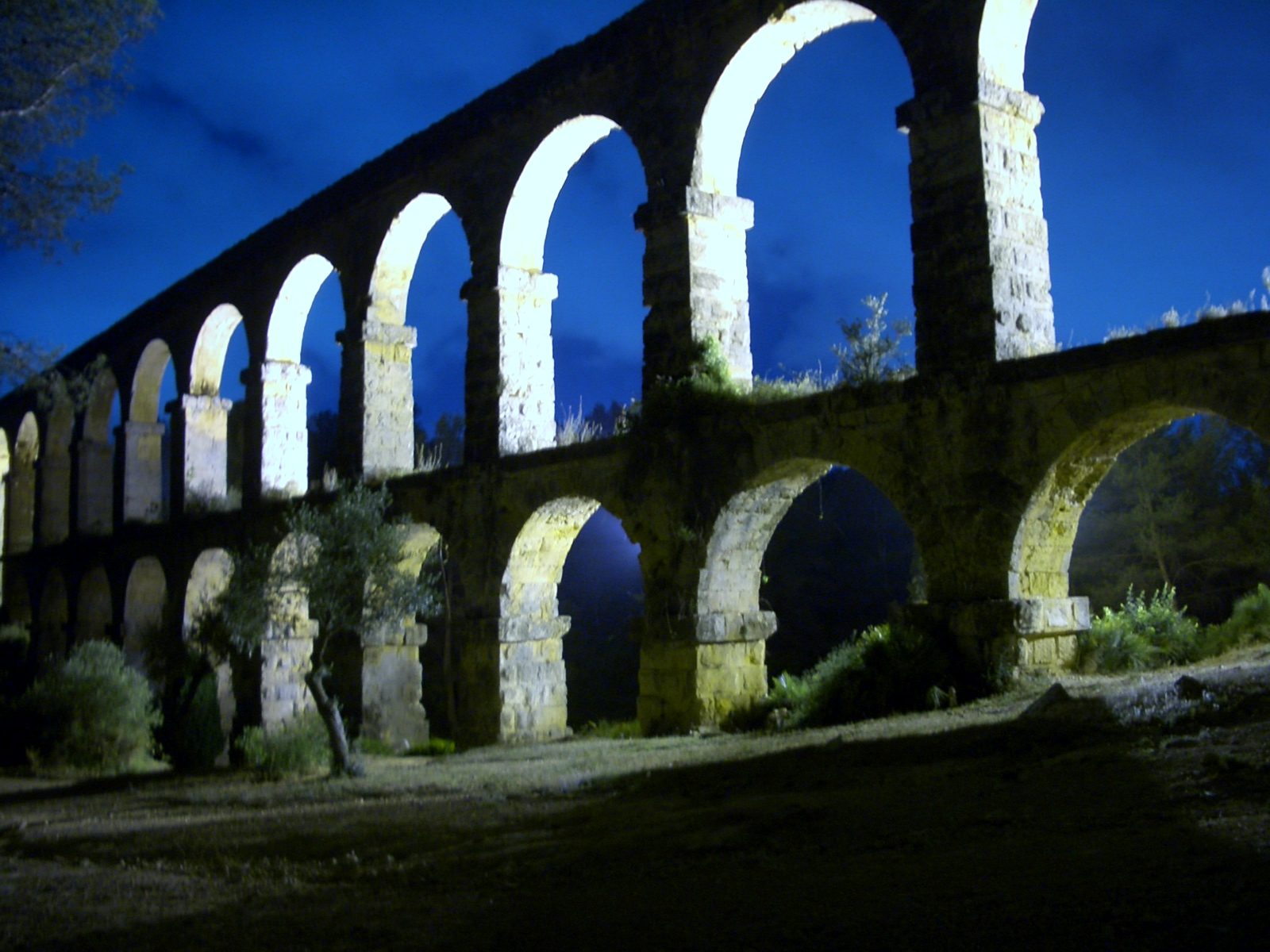
Vista nocturna